# 克拉夫琴科韋 (蘇梅區)
51°3′38″N 34°24′23″E / 51.06056°N 34.40639°E
克拉夫琴科韋（烏克蘭語：Кравченкове）是位於烏克蘭東北部的村莊，由蘇梅州蘇梅區的里奇基市鎮負責管轄。該村處於維爾河右岸，距離維雷和霍羅比夫卡1.5公里，海拔高度139米，2001年人口16。